# Grevskabet Holland
Grevskabet Holland, der eksisterede frem til 1581, var en delstat i Det tysk-romerske Rige. Fra 1482 til 1581 var grevskabet også én af De sytten provinser, som var en personalunion, der omfattede det meste af Nederlandene.

## Navnet Holland
Navnet Holland (Holtland) opstod i 866. Det svarer til det tyske ord Holzland, der betyder Skovland.
I 839 var det senere hollandske grevskab en del af grevskabet Friesland. I 1076 besluttede greven af Friesland, at landet skulle hedde Grevskabet Holland. Navnet blev senere ændret til Grevskabet Holland og Vestfriesland.

## Leder af de syv provinser
Fra 1581 til 1795 spillede Provinsen Holland en ledende rolle i Republikken af de syv forenede Nederlande eller provinser.

## Nord- og Sydholland
I 1840 blev det tidligere grevskab delt i provinserne Noord-Holland og Zuid-Holland.
52°09′48″N 4°32′12″Ø / 52.16325°N 4.53678°Ø